# Зяк-Ишметовский сельсовет
Зяк-Ишметовский сельсовет — муниципальное образование в Куюргазинском районе Башкортостана.
Административный центр — село Зяк-Ишметово.

## История
В 2004 году произошел обмен территории Зяк-Ишметовского сельсовета и  Федоровского района. От сельсовета передана земля в состав  Михайловского сельсовета, а из Пугачевского сельсовета Федоровского района отдана территория меньшего размера.  Согласно Закону Республики Башкортостан «Об изменениях в административно-территориальном устройстве Республики Башкортостан, изменениях границ и преобразованиях муниципальных образований в Республике Башкортостан» от 17 декабря 2004 года 2004 года  N 125-з:

11. Изменить границы Куюргазинского района, Зяк-Ишметовского сельсовета Куюргазинского района, Федоровского района, Михайловского сельсовета Федоровского района согласно представленной схематической карте, передав часть территории площадью 937 га Зяк-Ишметовского сельсовета Куюргазинского района в состав территории Михайловского сельсовета Федоровского района

12. Изменить границы Федоровского района, Пугачевского сельсовета Федоровского района, Куюргазинского района, Зяк-Ишметовского сельсовета Куюргазинского района согласно представленной схематической карте, передав часть территории площадью 675 га Пугачевского сельсовета Федоровского района в состав территории Зяк-Ишметовского сельсовета Куюргазинского района
Согласно «Закону о границах, статусе и административных центрах муниципальных образований в Республике Башкортостан» имеет статус сельского поселения.

## Население
| 2002 | 2009  | 2010  | 2012  | 2013  | 2014  | 2015  |
| ---- | ----- | ----- | ----- | ----- | ----- | ----- |
| 1425 | ↘1359 | ↘1183 | ↘1173 | ↘1130 | ↘1091 | ↘1058 |
| 2016 | 2017  | 2018  |       |       |       |       |
| ↘977 | ↘929  | ↘874  |       |       |       |       |

## Состав сельского поселения
| № | Населённый пункт | Тип населённого пункта       | Население |
| - | ---------------- | ---------------------------- | --------- |
| 1 | Зяк-Ишметово     | село, административный центр | ↘682      |
| 2 | Михайловка       | деревня                      | ↘256      |
| 3 | Марьевка         | деревня                      | ↘245      |

## Известные уроженцы
- Заки, Шамсетдин Ярмухаметович (1822 — октябрь 1865)  — башкирский поэт, последователь суфизма. Писал на татарском, турецком (староосманском), арабском и персидском языках[13][14].